# Chérisy
Chérisy è un comune francese di 283 abitanti situato nel dipartimento del Passo di Calais nella regione dell'Alta Francia.
Il territorio comunale è bagnato dalle acque del fiume Sensée.

## Società

### Evoluzione demografica
Abitanti censiti